# Hendrie Krüzen
Hendrik Krüzen, detto Hendrie (Almelo, 24 novembre 1964), è un allenatore di calcio ed ex calciatore olandese, di ruolo centrocampista, attuale vice allenatore dell'Heracles Almelo.

## Carriera
Utilizzato in prevalenza come ala sinistra viene ingaggiato durante la stagione 1988-1989 dal PSV, club con cui vince il campionato e la Coppa. Vanta cinque presenze nella nazionale dei Paesi Bassi, con la quale partecipa alla vittoriosa spedizione di Germania Ovest 1988 pur senza mai scendere in campo.
Terminata la carriera agonistica diventa allenatore.

## Palmarès

### Giocatore

#### Club
- Campionato olandese: 1

PSV: 1988-1989
- Coppa dei Paesi Bassi: 1

PSV: 1988-1989

#### Nazionale
- Campionato d'Europa: 1

Germania Ovest 1988